# علي الأوجلي
علي الأوجلي هو سفير المجلس الانتقالي الليبي في الولايات المتحدة الأمريكية. ولد الأوجلي في عام 1944 في مدينة بنغازي الواقعة شرق ليبيا .